# Daihatsu Applause
Daihatsu Applause – samochód osobowy kompaktowy produkowany przez koncern Daihatsu w latach 1989–2000. 

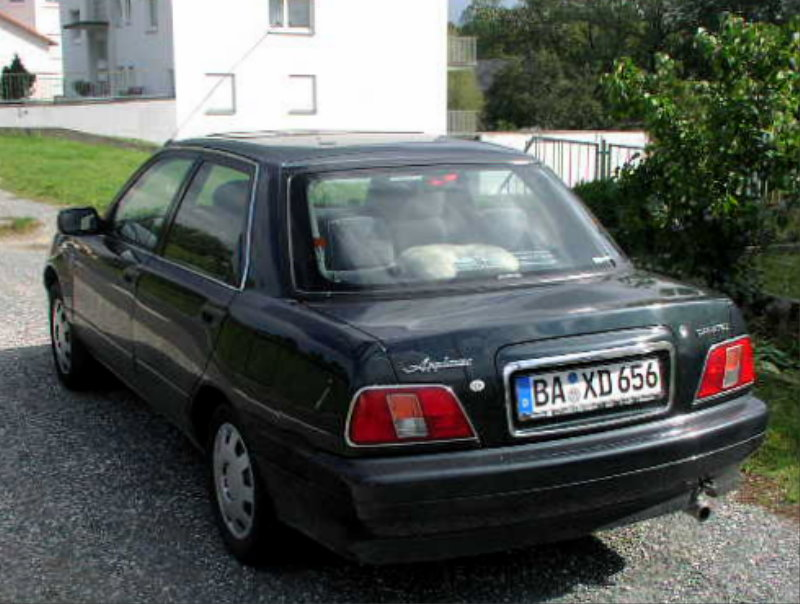
tył wersji z lat 1998–2000

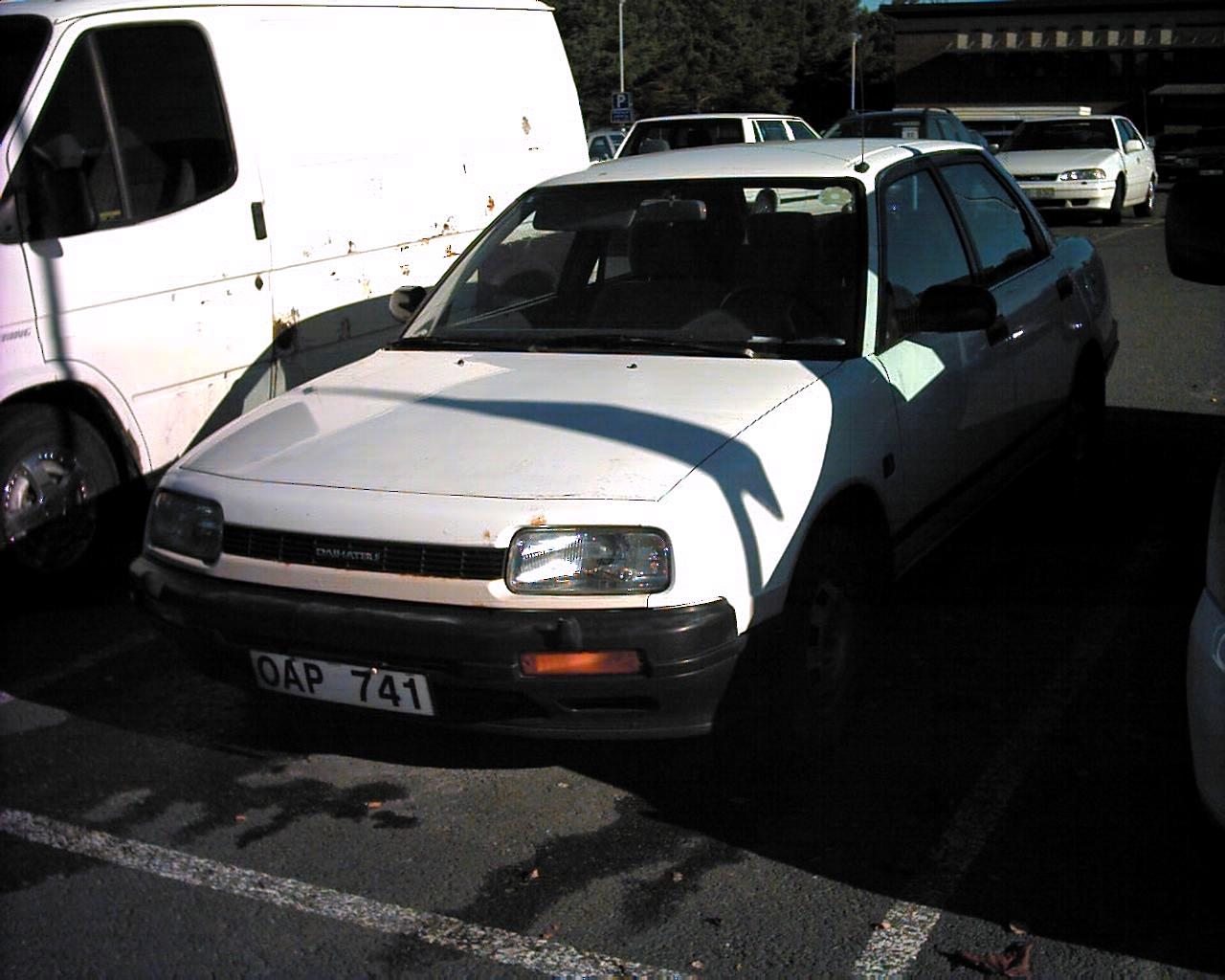
Daihatsu Applause Zenki (1989 przed modernizacją

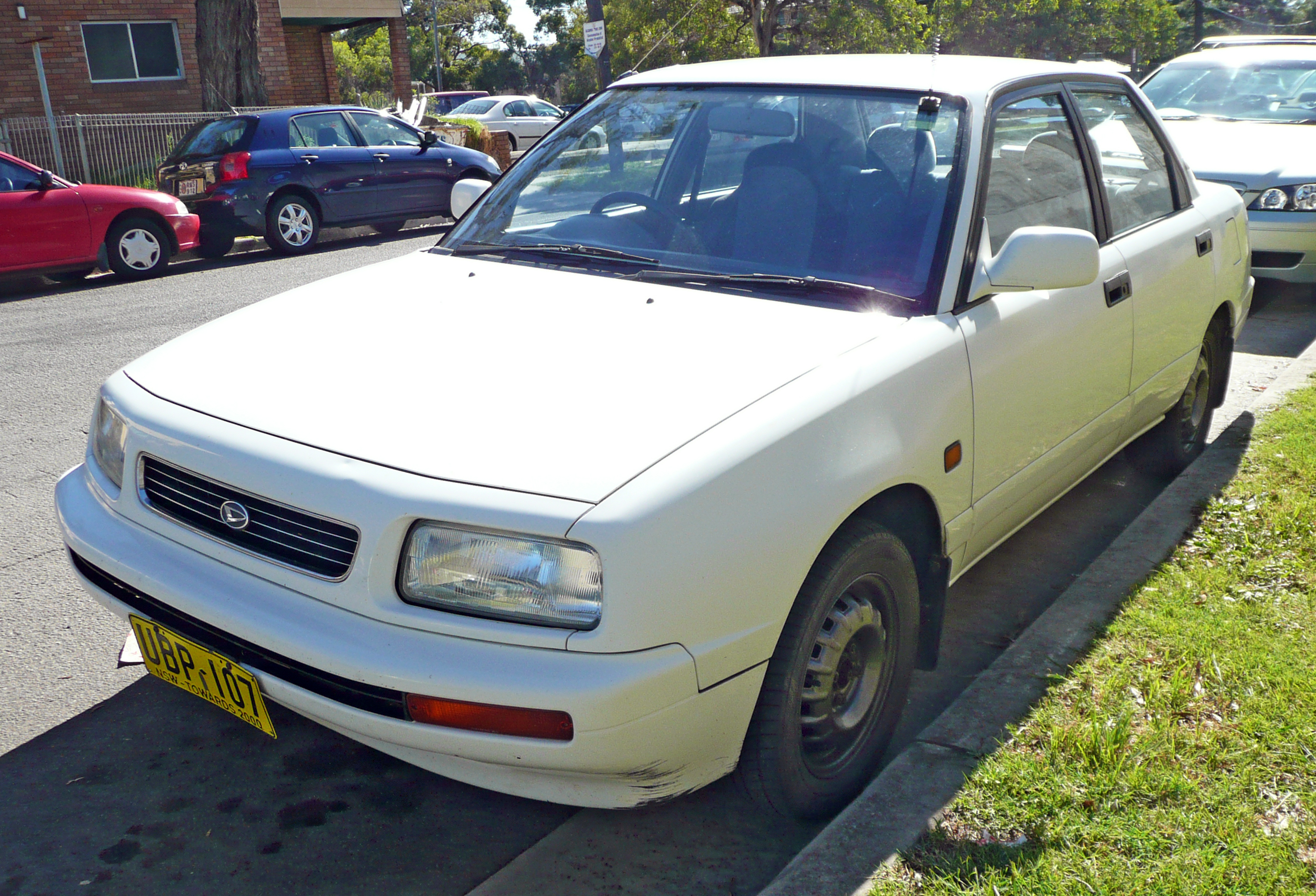
Daihatsu Applause Kouki (1994 po face-liftingu

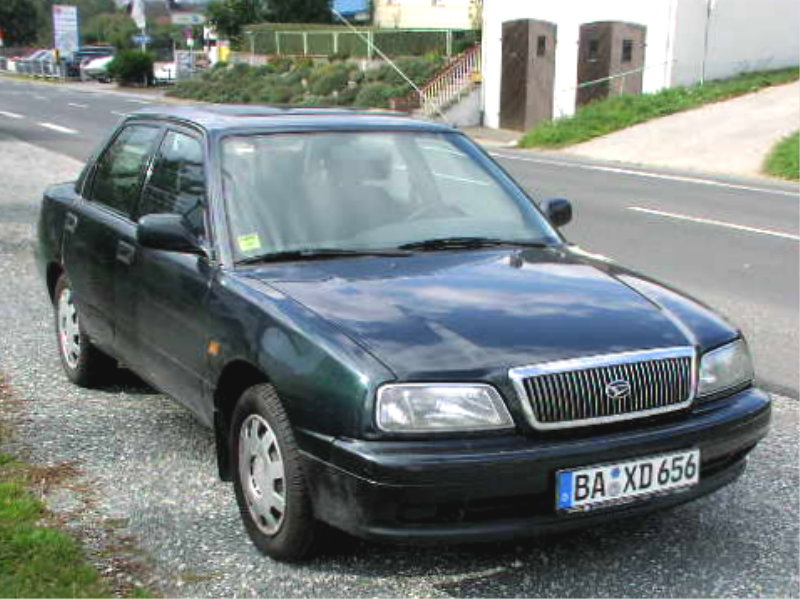
Daihatsu Applause II (1998 po modernizacji modelu

## Historia modelu
Daihatsu Applause to samochód klasy kompakt produkowany w latach 1989–2000. Wyróżniał się nietypową dla europejskiego rynku formą – to co wydaje się czterodrzwiowym sedanem, w rzeczywistości jest pięciodrzwiowym autem typu liftback, z tylną szybą podnoszoną wraz z pokrywą bagażnika. Bagażnik ten miał pojemność 412 l.
W zachodniej Europie niezależna firma wyprodukowała ograniczoną liczbę tylnych klap do modelu Applause zmieniających go w auto typu kombi.
W 1994 roku Applause przeszedł drobny face-lifting. Zmieniono nieco kształt przedniego zderzaka, oraz przedni grill. Zmianie uległo też wyposażenia w poszczególnych wariantach (m.in. wspomaganie kierownicy stało się elementem wyposażenia standardowego, pojawił się też immobilizer jako rozwinięcie centralnego zamka z pilotem).
W 1998 przeprowadzono poważną modernizację, co poskutkowało przyjęciem nazewnictwa modelu Applause II (A120). Zmieniono wygląd przedniego i tylnego pasa, nieco wydłużono auto i zmodernizowano wnętrze. Rozszerzeniu uległo także wyposażenie. Pojawiły się m.in. poduszki powietrzne, zaś pakiet elektryczny (elektrycznie sterowane wszystkie szyby, lusterka i antena) stał się standardem.

## Silnik
Do napędu modelu Applause stosowano tylko jeden, montowany poprzecznie silnik oznaczany kodowo jako HD o pojemności skokowej 1590 cm³. Jednostka w całości aluminiowa, dzięki czemu relatywnie lekka (98 kg), jednak z drugiej strony stosunkowo podatna na uszkodzenia spowodowane przeciążeniem termicznym. Głowica z jednym wałkiem rozrządu (SOHC) sterującym 16 zaworami. Na rynku europejskim w latach 1989 - 1998 występował w trzech wariantach:
- HD-C 66 kW (90 KM) – zasilanie gaźnikowe
- HD-E 66 kW (90 KM)/6000 obr./min; 130 Nm/3500 obr./min - przyspieszenie do 100 km/h trwa 10,8 s ,prędkość maksymalna 175 km/h, tylko napęd przedni - wielopunktowy wtrysk paliwa; wersja "osłabiona" przeznaczona na rynki zachodnioeuropejskie; mniejsza moc skutkowała mniejszymi składkami ubezpieczeniowymi w niektórych krajach np. Niemcy; posiadała m.in. ogranicznik otwarcia przepustnicy
- HD-E 77 kW (105 KM)/6000 obr./min; 134 Nm/4800 obr./min -przyspieszenie 0-100 km/h w 9,8 s (10,2 s z napędem AWD), prędkość maksymalna 185 km/h (180 km/h AWD) – wielopunktowy wtrysk paliwa; udoskonalona wersja silnika HD-E montowanego wcześniej (w układzie wzdłużnym) w modelu Daihatsu Feroza, zużycie paliwa 7,0 l (7,4 l) według ECE

Na rynku japońskim początkowo oferowany silnik gaźnikowy (do 1992) miał moc 71 kW/96 KM, później stosowano silnik z wtryskiem paliwa, o mocy 89 kW/120 KM, momencie 140 Nm (do 2000r.).
Silniki HD-E występowały ponadto w wersji z katalizatorem spalin lub bez niego.
W latach 1998–2000 (sprzedaż modelu Applause II) zrezygnowano z wersji zasilanej gaźnikiem. Oba warianty mocy silnika HD-E zastąpiono jednostką HD-E o mocy 99 KM. W tym wariancie zwiększono ciśnienie sprężania i zastąpiono pojedynczą cewkę zapłonową i aparat zapłonowy czujnikiem położenia wałka rozrządu z dwiema cewkami typu coil over plug.
Fabrycznie Daihatsu nigdy nie montowało turbosprężarek ani kompresorów do silników serii H. Na jednej z wystaw tuningowych w Essen firma Oettinger zaprezentowała silnik HD-E z turbo doładowaniem, intercoolerem typu air-to-air i chłodnicą oleju przeznaczony do montażu w nadwoziu Applause A101. Koncept ten jednak nie zyskał zainteresowania i zaprzestano jego dalszego rozwoju.

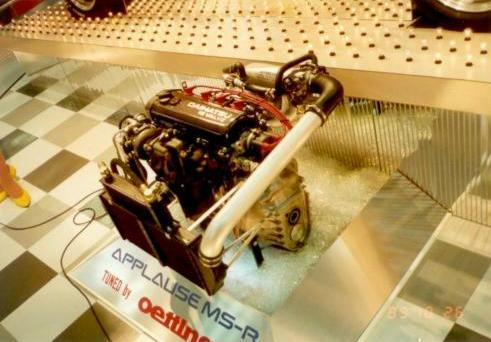
Daihatsu Applause MS-R by Oettinger

## Napęd
Podstawowym rodzajem układu napędowego była wersja z napędem na przednie koła (A101). Do wyboru była skrzynia manualna o pięciu przełożeniach lub automatyczna o trzech przełożeniach. W okresie późniejszym wprowadzono czterobiegową skrzynię automatyczną. Od początku produkcji (1989) do wprowadzenia drugiej generacji (1998) dostępna była także wersja z symetrycznym napędem na obie osie nazywana Zi (A111). W tym wariancie w tylnym moście zblokowany był mechanizm różnicowy o ograniczonym tarciu (LSD, "szpera").

## Zawieszenie i hamulce
Applause posiada niezależne zawieszenie wszystkich kół. Z przodu za prowadzenie koła odpowiada Kolumna MacPhersona z dolnym wahaczem poprzecznym i stabilizatorem. W wielu egzemplarzach występuje także fabryczna rozpórka kielichów. Z tyłu występują kolumny Chapmana z dwoma wahaczami poprzecznymi i wahaczem wleczonym oraz stabilizatorem.
Układ hamulcowy składa się z dwu sekcyjnej pompy hamulcowej Aisin zasilającej krzyżowy układ. Na osi przedniej znajdują się jednotłoczkowe zaciski żeliwne i wentylowane tarcze hamulcowe. Na osi tylnej również znajdują się jednotłoczkowe zaciski żeliwne i lite tarcze hamulcowe. Funkcja hamulca postojowego jest realizowana poprzez mechanizm ze sprężyną wbudowany w zacisk.
W wersjach z napędem na obie osie (A111 Zi) oraz w modelach napędzanych silnikiem gaźnikowym na tylnej osi występuje układ bębnowy.